# Bertha Sneck
Bertha Sneck (chin. Name: Shǐ Kè 史克; geboren am 3. Dezember 1916 in Maynard; gestorben am 1. März 2010 in Peking) war eine amerikanische Lektorin, die in China lebte.

## Biografie
Bertha Sneck kam 1948 mit ihrem Mann Bill Hinton nach China, wo ihre Tochter Carma Hinton geboren wurde. Sie arbeitete von 1949 bis 1963 am Fremdspracheninstitut Peking und 1964 bis 1972 für die Zeitschrift China im Bild.
Im Juni 1966 verfasste Bertha Sneck gemeinsam mit drei anderen US-Amerikanern – Ann Tompkins, Joan Hinton und Sid Engst – eine Wandzeitung (dàzìbào 大字报), in der sie forderten, gleich wie ihre chinesischen Kollegen behandelt zu werden und an politischen Aktivitäten teilnehmen zu dürfen. Eine Kopie der Wandzeitung wurde Mao Zedong vorgelegt, der sie lobend kommentierte.
Von 1972 bis zu ihrer Pensionierung arbeitete Bertha Sneck für die Peking-Rundschau und daneben für die Zeitschrift Chinese Literature. 1984 wurde sie vom Staatsrat für besondere Verdienste ausgezeichnet.